# Banneville-la-Campagne
Banneville-la-Campagne est une commune française, située dans le département du Calvados en région Normandie, peuplée de 188 habitants (les Bannevillais).

## Géographie

### Localisation
| Sannerville | Sannerville            | Troarn     |
| Démouville  | Banneville-la-Campagne | Saint-Pair |
| Cagny       | Émiéville              | Vimont     |

### Hydrographie
La commune est située dans le bassin Seine-Normandie. Elle est drainée par le Cours, le ruisseau du Pont Bale et le ruisseau de Banneville,,.

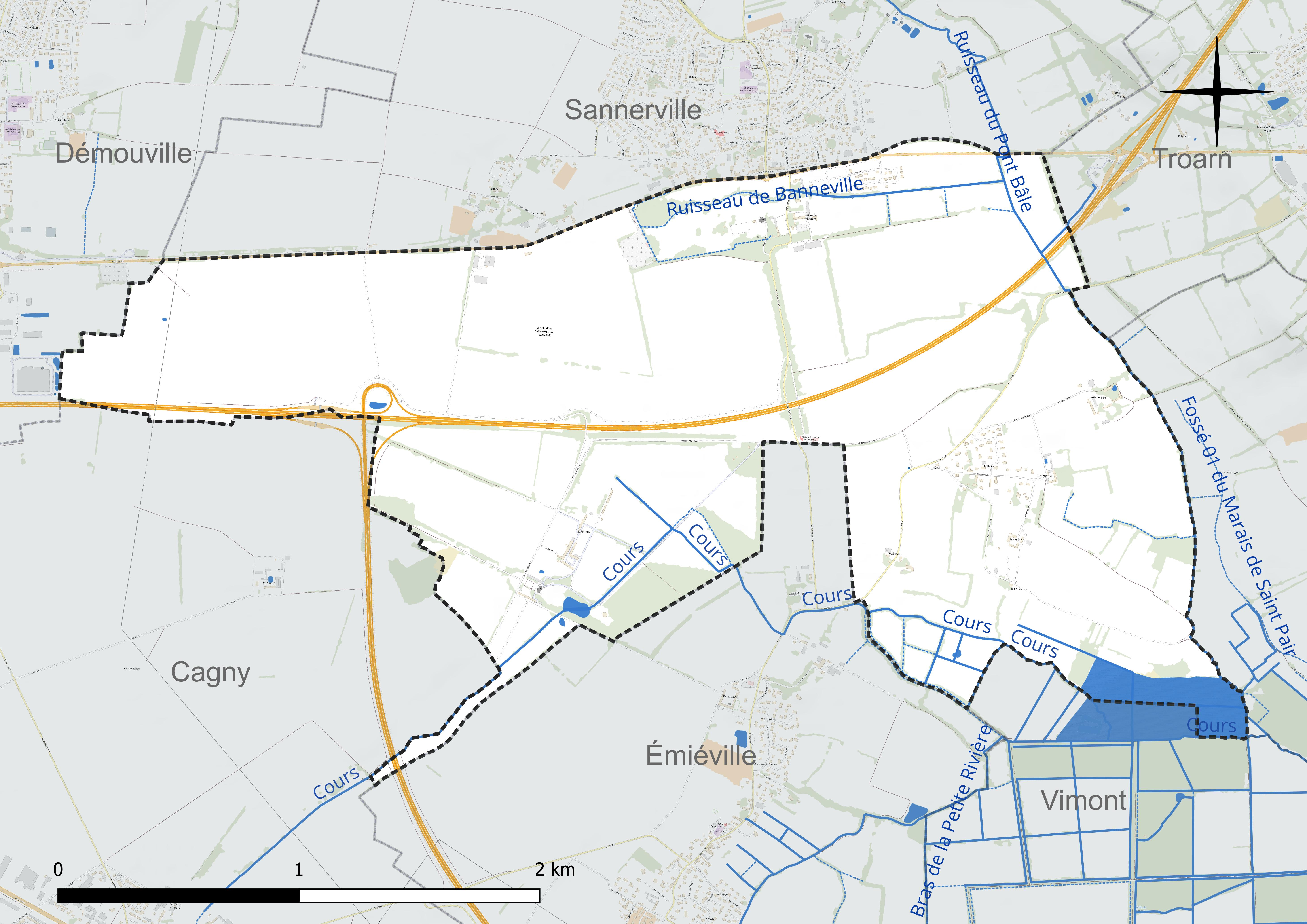
Réseau hydrographique de Banneville-la-Campagne.

### Climat
Pour des articles plus généraux, voir Climat de la Normandie et Climat du Calvados.
En 2010, le climat de la commune est de type climat océanique altéré, selon une étude du CNRS s'appuyant sur une série de données couvrant la période 1971-2000. En 2020, Météo-France publie une typologie des climats de la France métropolitaine dans laquelle la commune est exposée à un climat océanique et est dans la région climatique  Normandie (Cotentin, Orne), caractérisée par une pluviométrie relativement élevée (850 mm/a) et un été frais (15,5 °C) et venté. Parallèlement le GIEC normand, un groupe régional d'experts sur le climat, différencie quant à lui, dans une étude de 2020, trois grands types de climats pour la région Normandie, nuancés à une échelle plus fine par les facteurs géographiques locaux. La commune est, selon ce zonage, exposée à un « climat des plateaux abrités », correspondant à la plaine agricole de Caen à Falaise, sous le vent des collines de Normandie et proche de la mer, se caractérisant par une pluviométrie et des contraintes thermiques modérées.
Pour la période 1971-2000, la température annuelle moyenne est de 10,9 °C, avec une amplitude thermique annuelle de 12,2 °C. Le cumul annuel moyen de précipitations est de 665 mm, avec 11,3 jours de précipitations en janvier et 7,3 jours en juillet. Pour la période 1991-2020, la température moyenne annuelle observée sur la station météorologique la plus proche, située sur la commune d'Argences à 6 km à vol d'oiseau, est de 11,6 °C et le cumul annuel moyen de précipitations est de 742,9 mm,. Pour l'avenir, les paramètres climatiques de la commune estimés pour 2050 selon différents scénarios d'émission de gaz à effet de serre sont consultables sur un site dédié publié par Météo-France en novembre 2022.

## Urbanisme

### Typologie
Au 1er janvier 2024, Banneville-la-Campagne est catégorisée commune rurale à habitat dispersé, selon la nouvelle grille communale de densité à 7 niveaux définie par l'Insee en 2022.
Elle est située hors unité urbaine. Par ailleurs la commune fait partie de l'aire d'attraction de Caen, dont elle est une commune de la couronne,. Cette aire, qui regroupe 296 communes, est catégorisée dans les aires de 200 000 à moins de 700 000 habitants,.

### Occupation des sols
L'occupation des sols de la commune, telle qu'elle ressort de la base de données européenne d'occupation biophysique des sols Corine Land Cover (CLC), est marquée par l'importance des territoires agricoles (98,1 % en 2018), une proportion identique à celle de 1990 (98,1 %). La répartition détaillée en 2018 est la suivante : 
terres arables (60 %), prairies (29,1 %), zones agricoles hétérogènes (8,9 %), forêts (0,9 %), zones urbanisées (0,8 %), milieux à végétation arbustive et/ou herbacée (0,2 %), zones industrielles ou commerciales et réseaux de communication (0,1 %). L'évolution de l'occupation des sols de la commune et de ses infrastructures peut être observée sur les différentes représentations cartographiques du territoire : la carte de Cassini (XVIIIe siècle), la carte d'état-major (1820-1866) et les cartes ou photos aériennes de l'IGN pour la période actuelle (1950 à aujourd'hui).

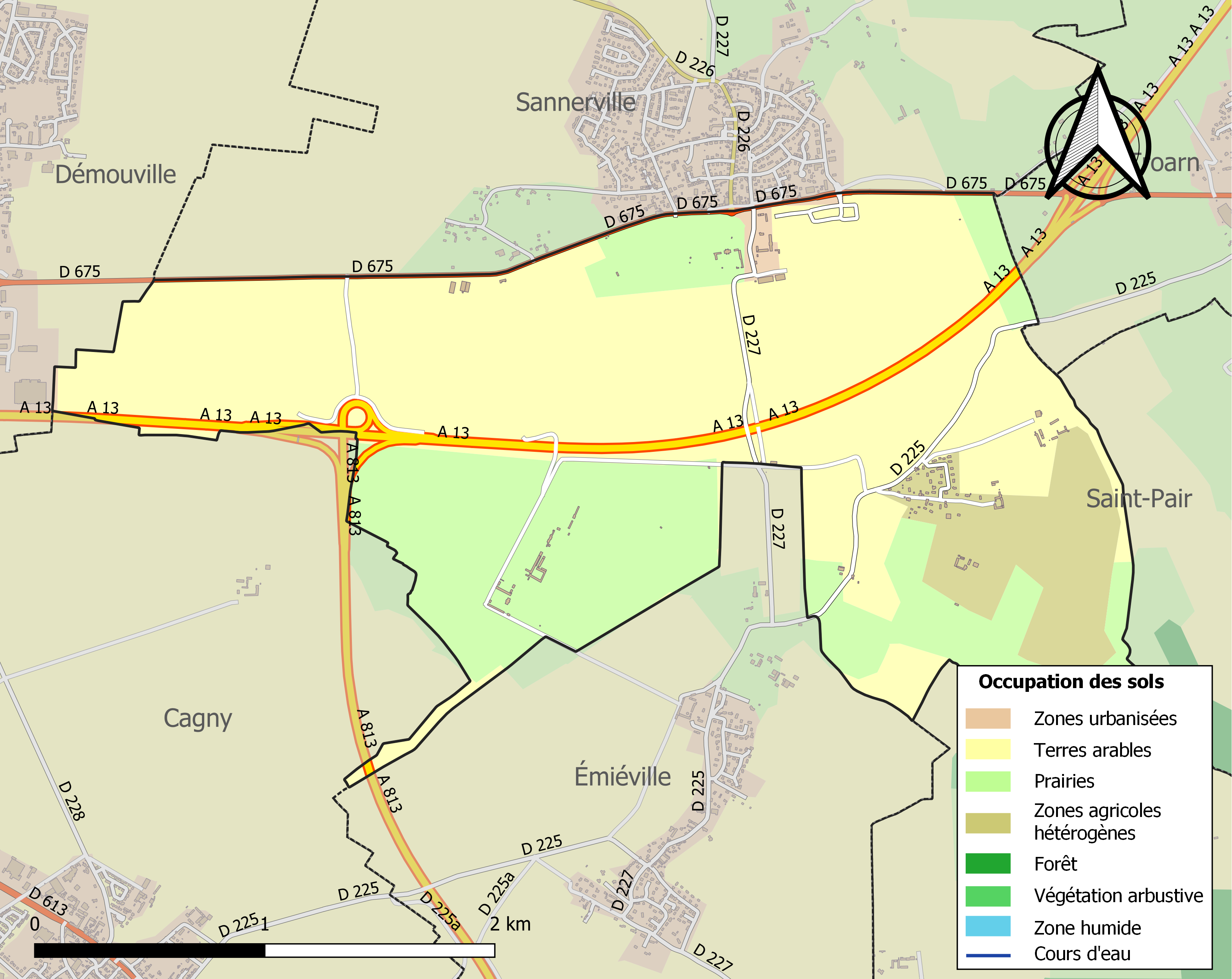
Carte des infrastructures et de l'occupation des sols de la commune en 2018 (CLC).

## Toponymie
Le village est attesté sous la forme Barnevilla en 1116.
Nom en -ville, au sens ancien de « domaine rural » (cf. vilain), précédé du surnom de personne vieux danois Barni « l'enfant »,.
Homonymie avec tous les Barneville de Normandie.
Le déterminant complémentaire -la-Campagne est attesté dès 1371 et se réfère à la campagne de Caen. Ce terme appartient au dialecte normand septentrional et est l'équivalent du français central champagne. Le mot normanno-picard campagne s'est imposé en français standard.
Il permet de faire la distinction d'avec Banneville-sur-Ajon, autre commune du Calvados, dont il n'est pas sûr qu'elle partage la même étymologie. En effet, la forme Barneville sur Ajon, déjà mentionnée en 1371, est contredite par une forme plus ancienne du XIIe siècle Bennevilla.
Guillerville (Gislervilla 1092, Guillewilla 1297, peut-être lire « Guillervilla ») est composé avec l'anthroponyme germanique Giselheri.
Homophonie sans doute fortuite avec Guillerville (Seine-Maritime) (Gillarville 1187, Guillarvilla vers 1240) qui semble s'expliquer différemment.

## Histoire
En 1828, Banneville-la-Campagne (30 habitants en 1821) absorbe Guillerville (100 habitants, au sud-est du territoire) et Manneville (47 habitants, au sud-ouest).
Lors de la bataille de Normandie, Guillerville est attaqué le 19 juillet 1944 par la 3e division d'infanterie britannique dans le cadre de l'opération Goodwood, visant la prise du bourg de Troarn situé plus à l'est. Les tanks britanniques de la 27e brigade blindée se heurtent aux chars de la 21e Panzerdivision et des chars Tigre du 503e bataillon de chars lourds. Le village sera finalement libéré mais Troarn ne sera pas atteint.

## Politique et administration
| Période                                  | Période       | Identité           | Étiquette | Qualité |
| ---------------------------------------- | ------------- | ------------------ | --------- | ------- |
| ?                                        | ?             | M De Banneville    |           |         |
| ?                                        | mars 2001     | Michèle Baron      |           |         |
| mars 2001                                | novembre 2004 | ?                  |           |         |
| 2004                                     | En cours      | Anne Baugas Drevon | SE        | Éleveur |
| Les données manquantes sont à compléter. |               |                    |           |         |

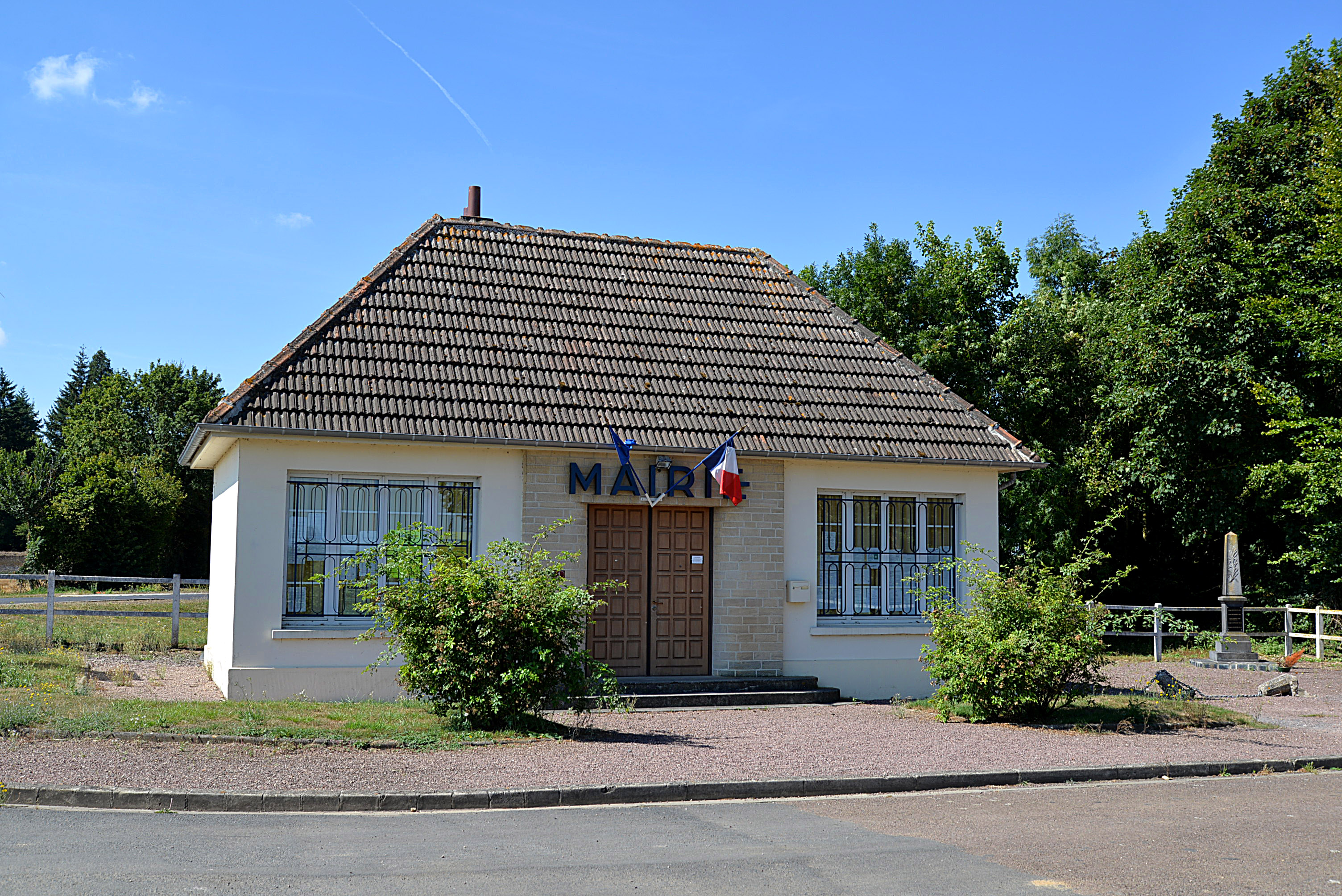
La mairie.

Le conseil municipal est composé de onze membres dont le maire et un adjoint.

## Démographie
L'évolution du nombre d'habitants est connue à travers les recensements de la population effectués dans la commune depuis 1793. Pour les communes de moins de 10 000 habitants, une enquête de recensement portant sur toute la population est réalisée tous les cinq ans, les populations de référence des années intermédiaires étant quant à elles estimées par interpolation ou extrapolation. Pour la commune, le premier recensement exhaustif entrant dans le cadre du nouveau dispositif a été réalisé en 2005.
En 2022, la commune comptait 188 habitants, en évolution de +12,57 % par rapport à 2016 (Calvados : +1,58 %, France hors Mayotte : +2,11 %).
Banneville-la-Campagne a compté jusqu'à 176 habitants en 1841, mais les communes de Banneville-la-Campagne, Guillerville et Manneville, fusionnées en 1828, totalisaient 188 habitants en 1806 (respectivement 40, 104 et 44 habitants). Elle est la commune la moins peuplée du canton de Troarn.
| 1793 | 1800 | 1806 | 1821 | 1831 | 1841 | 1846 | 1851 | 1856 |
| ---- | ---- | ---- | ---- | ---- | ---- | ---- | ---- | ---- |
| 53   | 33   | 40   | 30   | 167  | 176  | 149  | 141  | 142  |

| 1861 | 1866 | 1872 | 1876 | 1881 | 1886 | 1891 | 1896 | 1901 |
| ---- | ---- | ---- | ---- | ---- | ---- | ---- | ---- | ---- |
| 140  | 130  | 133  | 115  | 141  | 111  | 113  | 113  | 123  |

| 1906 | 1911 | 1921 | 1926 | 1931 | 1936 | 1946 | 1954 | 1962 |
| ---- | ---- | ---- | ---- | ---- | ---- | ---- | ---- | ---- |
| 117  | 118  | 104  | 119  | 123  | 115  | 70   | 92   | 117  |

| 1968 | 1975 | 1982 | 1990 | 1999 | 2005 | 2006 | 2010 | 2015 |
| ---- | ---- | ---- | ---- | ---- | ---- | ---- | ---- | ---- |
| 118  | 89   | 84   | 76   | 88   | 96   | 99   | 142  | 166  |

| 2020 | 2022 | - | - | - | - | - | - | - |
| ---- | ---- | - | - | - | - | - | - | - |
| 171  | 188  | - | - | - | - | - | - | - |

## Lieux et monuments
- Ancien portail de l'abbaye de Troarn.

Ce portail du XIVe siècle, inscrit à l'inventaire supplémentaire des monuments historiques, provient de l'abbaye Saint-Martin de Troarn. Démonté en 1843 pour la construction de la route reliant Troarn à Saint-Samson, il fut remonté, à la demande du marquis de Banneville, sur la commune de Banneville où il sert d'entrée au château.
- Église de l'Assomption-de-Notre-Dame en pierre de Caen et béton construite en 1960/1961 en remplacement de l'ancienne, complètement détruite lors des combats de juillet 1944.

La nouvelle église a été construite à 1 km de l'ancienne. Elle se trouve avec la mairie, également reconstruite, isolée en pleine campagne.
Deux belles statues (fin XVIIe siècle ou début XVIIIe siècle) ont été sauvées des décombres de l'ancienne église. Une représente saint Martin et l'autre une Vierge à l'Enfant.
Deux statues d'anges des mêmes époques ont également été sauvées et restaurées par un couple de particuliers caennais. Après le décès du couple, elles ont été restituées et installées dans le chœur de l'église en 1997.
- Cimetière militaire britannique de la Seconde Guerre mondiale : 2 175 tombes.
- Château de Banneville (propriété privée).
- Château de Manneville (haras propriété privée).

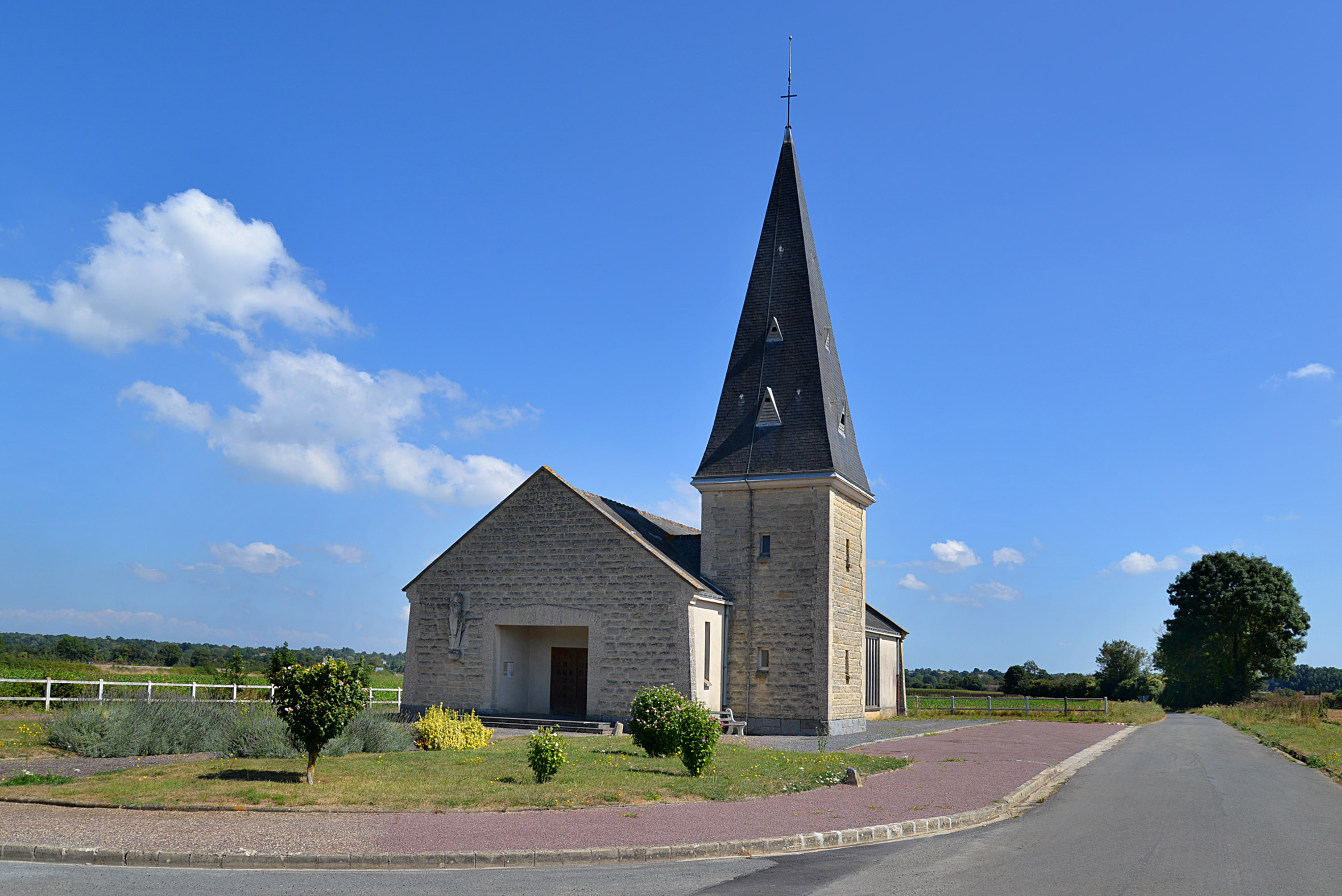
L'église de l'Assomption-de-Notre-Dame.
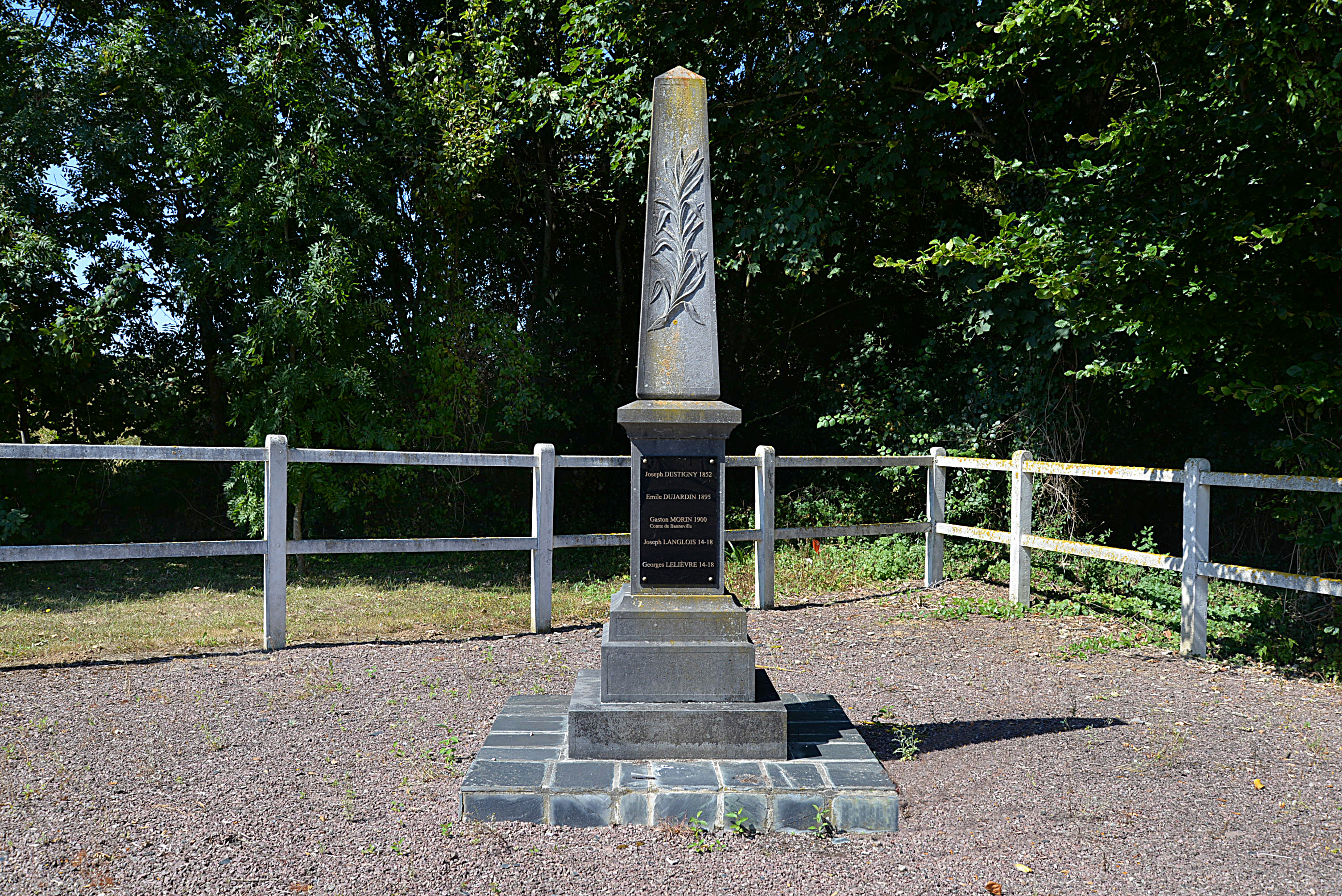
Le monument aux morts.

## Personnalités liées à la commune
- Gaston Robert Morin de Banneville (1818-1881), ambassadeur, ministre des Affaires étrangères, propriétaire du château.
- Rex Whistler (1905-1944), artiste anglais, mort au champ d'honneur à Caen le 18 juillet 1944, enterré au cimetière britannique[33].